# Ula (Artica Mala)
Koordinati:   43°52′02″N, 15°31′55″E
Ula (tudi Artica Mala) je majhen nenaseljen otoček v Jadranskem morju. Pripada Hrvaški.
Ula leži južno od mesta Primošten pri otočkih Artica in Arta Velika, od katere je oddeljena okoli 0,6 km. Površina otočka meri 0,013 km2. Dolžina obalnega pasu znaša 0,42 km.